# Додж (Вісконсин)
Додж (англ. Dodge) — місто (англ. town) в США, в окрузі Тремполо штату Вісконсин. Населення — 394 особи (2020).

## Демографія
Згідно з переписом 2010 року, у місті мешкало 389 осіб у 175 домогосподарствах у складі 113 родин. Було 201 помешкання
Расовий склад населення:
| - 98,2 % — білих - 0,8 % — азіатів - 0,3 % — чорних або афроамериканців |

До двох чи більше рас належало 0,0 %. Частка іспаномовних становила 0,8 % від усіх жителів.
За віковим діапазоном населення розподілялося таким чином: 19,3 % — особи молодші 18 років, 67,8 % — особи у віці 18—64 років, 12,9 % — особи у віці 65 років та старші. Медіана віку мешканця становила 42,6 року. На 100 осіб жіночої статі у місті припадало 112,6 чоловіків;  на 100 жінок у віці від 18 років та старших — 107,9 чоловіків також старших 18 років.
Середній дохід на одне домашнє господарство  становив 66 448 доларів США (медіана — 51 875), а середній дохід на одну сім'ю — 81 435 доларів (медіана — 72 917). Медіана доходів становила 41 923 долари для чоловіків та 37 083 долари для жінок. За межею бідності перебувало 4,0 % осіб, у тому числі 5,2 % дітей у віці до 18 років та 4,4 % осіб у віці 65 років та старших.
Цивільне працевлаштоване населення становило 241 особа. Основні галузі зайнятості: виробництво — 27,0 %, освіта, охорона здоров'я та соціальна допомога — 15,4 %, сільське господарство, лісництво, риболовля — 12,9 %.